# Mikrokirurgi

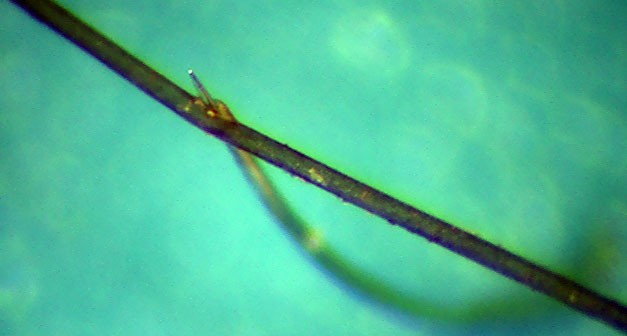
En mikrokirurgisk nål som går genom ett hårstrå.

Mikrokirurgi är kirurgi som görs på mikroskopisk nivå. Mikrokirurgi möjliggör bland annat sammanfogning av nerver och tunna blodkärl. Metoden används bland annat inom plastikkirurgi. Svensken Olof Nylén var en föregångare i mikrokirurgi.